# Sint-Jan Berchmanscollege (Mol)

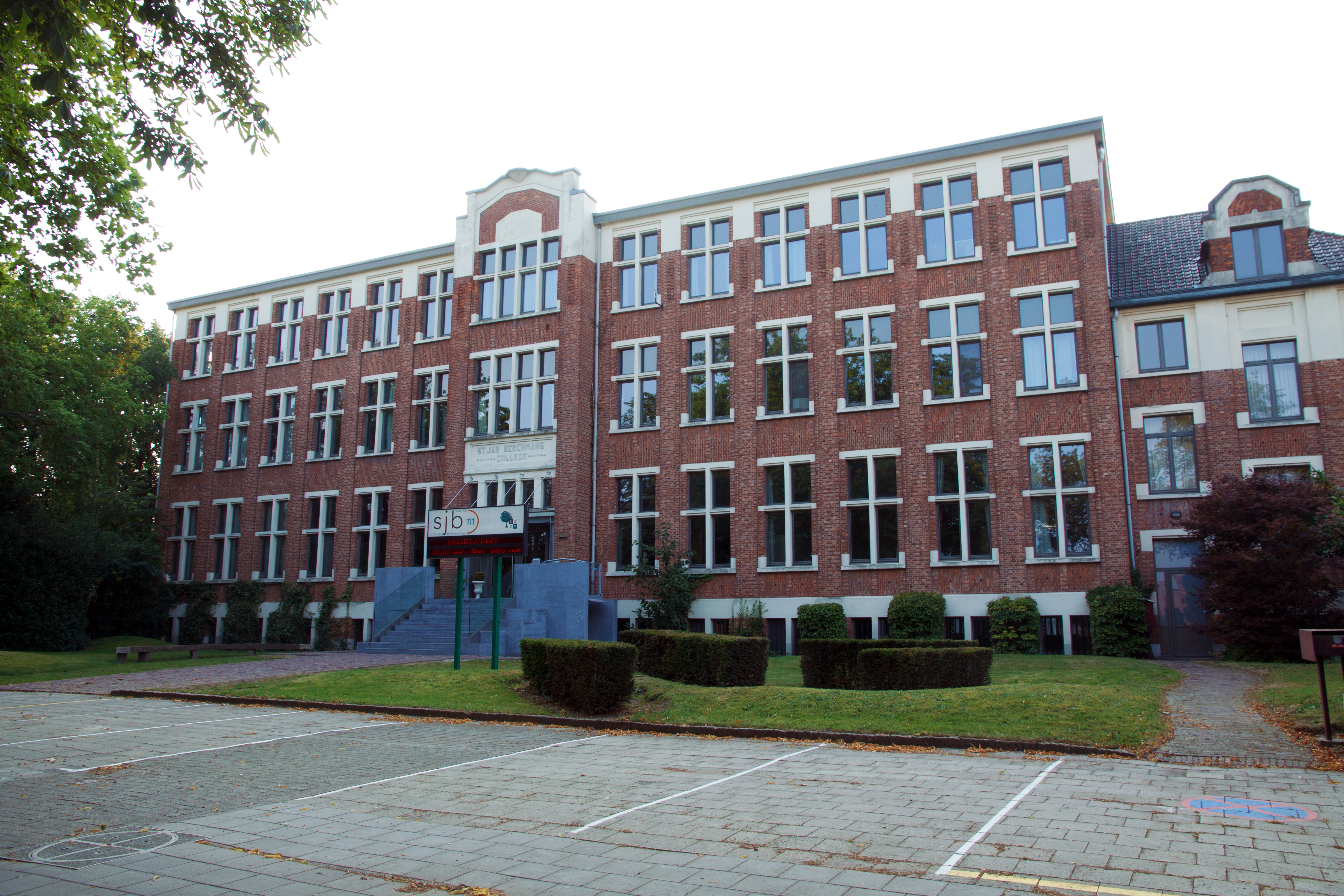
Het Sint-Jan Berchmanscollege in Mol (2012)

Het Sint-Jan Berchmanscollege is een katholieke school in Mol, België.

## Geschiedenis
Het Sint-Jan Berchmanscollege werd in 1900 aan de Gasthuisstraat opgericht. Wegens het toenemende aantal leerlingen werd tussen 1929 en 1930 aan de Jakob Smitslaan een nieuw college naar ontwerp van architect Albert Geens gebouwd. In 1932, 1947-1948, 1957-1958 en 1961 werd het college uitgebreid.
Gebruik van de school tijdens de Tweede Wereldoorlog
Tijdens de Tweede Wereldoorlog werd het schoolgebouw in gebruik genomen door de Duitse bezettingsmacht. Gedurende deze periode werd het pand mogelijk gebruikt voor militaire of administratieve doeleinden, wat invloed had op de oorspronkelijke functie van het gebouw als onderwijsinstelling.
Tot op de dag van vandaag zijn er nog sporen van deze periode zichtbaar. In bepaalde delen van het gebouw, zoals de kelder of podiumzaal, zijn met behulp van rood licht nog tekens, markeringen of opschriften te zien die vermoedelijk dateren uit de bezettingstijd. Deze sporen bieden historisch inzicht in het gebruik van het gebouw tijdens de oorlogsjaren en maken het tot een bijzondere plaats van lokaal erfgoed.

## Bekende oud-leerlingen
- Carlo Van Elsen (1926-1998), politicus
- Hugo Draulans (1934), politicus
- Guy Mortier (1943), journalist en televisiepersoonlijkheid
- Leo Neels (1948), advocaat en bestuurder
- Servais Verherstraeten (1960), politicus
- Wim Caeyers (1979), burgemeester van Mol
- Evelien Bosmans (1989), actrice

## Bekende oud-leraren
- Senne Rouffaer, acteur en regisseur